# Iglesia de Egregy
La iglesia de Egregy es una de las pocas construcciones de la arquitectura románica húngara que han sobrevivido hasta la actualidad. Se estima que se construyó a comienzos del siglo X, en la época del Gran Príncipe Árpád, lo cual la hace una de las obras arquitectónicas más antiguas del país. La iglesia se halla en la localidad de Egregy, cerca de la ciudad de Hévíz.
La estructura posee una sola torre y es de dimensiones modestas lo que indica que estaba concebida para una pequeña cantidad de fieles. Se encuentra rodeada de un cementerio, y en su interior se hallan visibles hermosas pinturas en los árcos de medio punto. Las pinturas exteriores e interiores fueron terminadas en 1731.

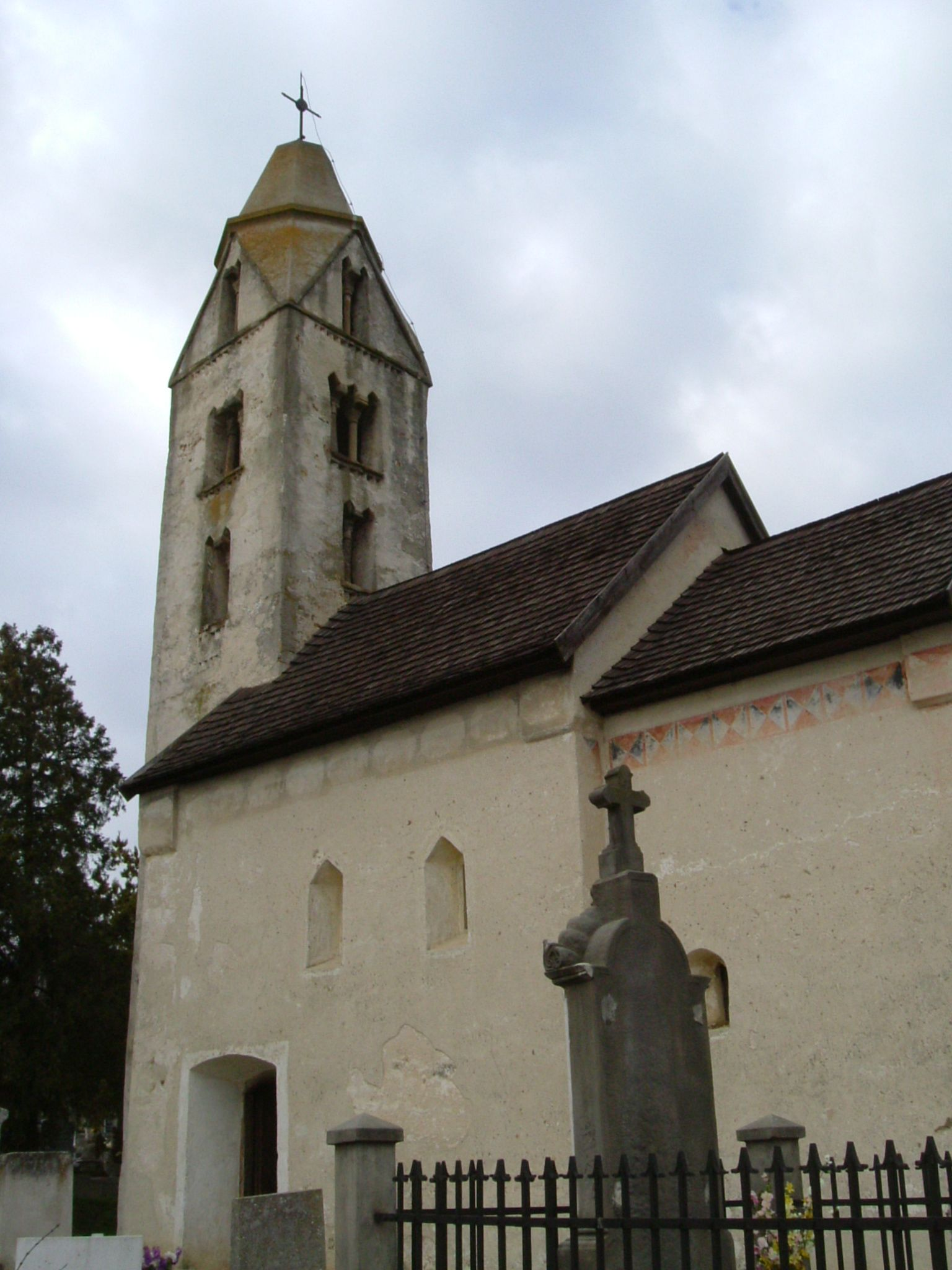
La iglesia y el cementerio
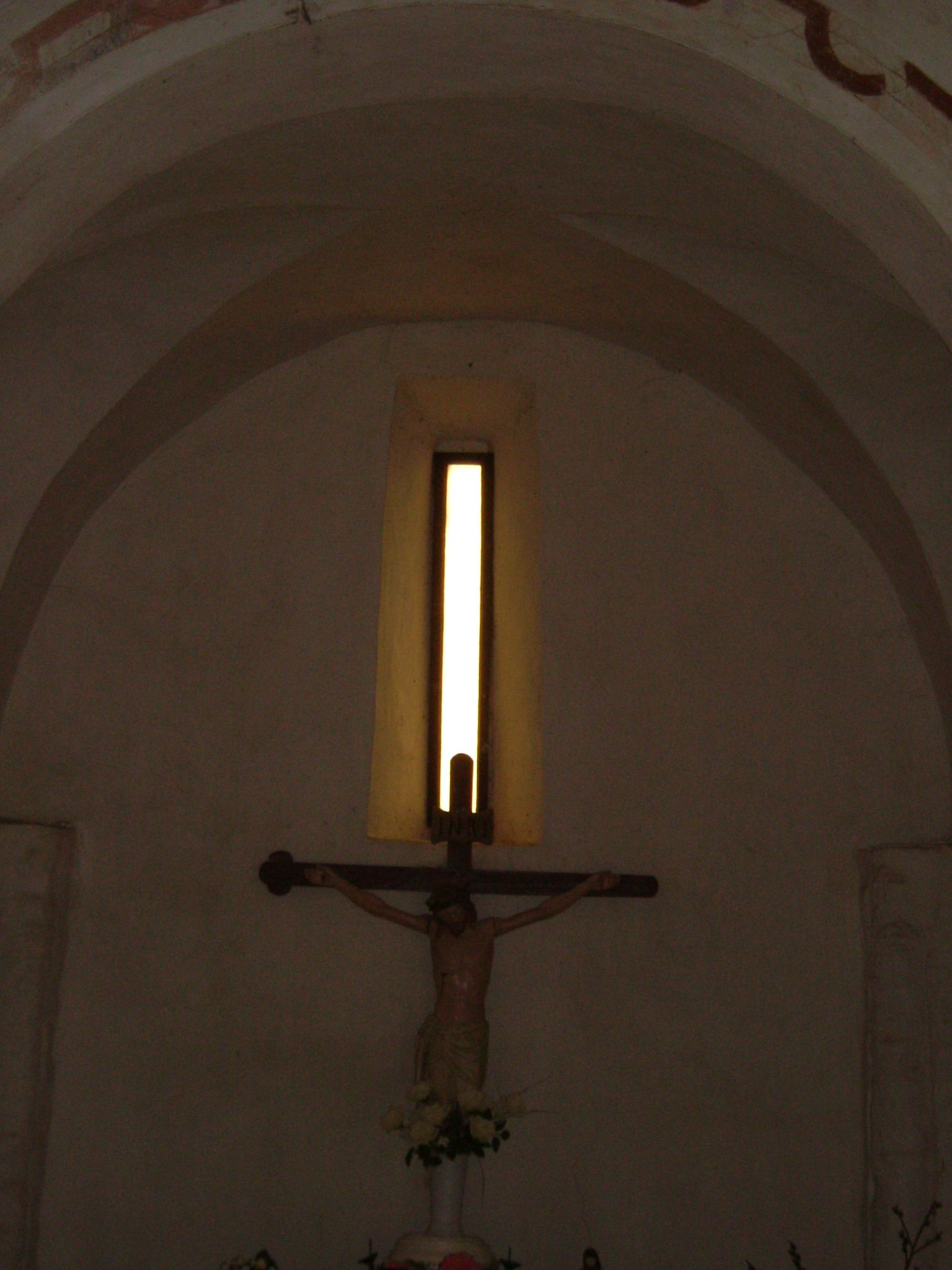
Aspillera sobre el sagrario
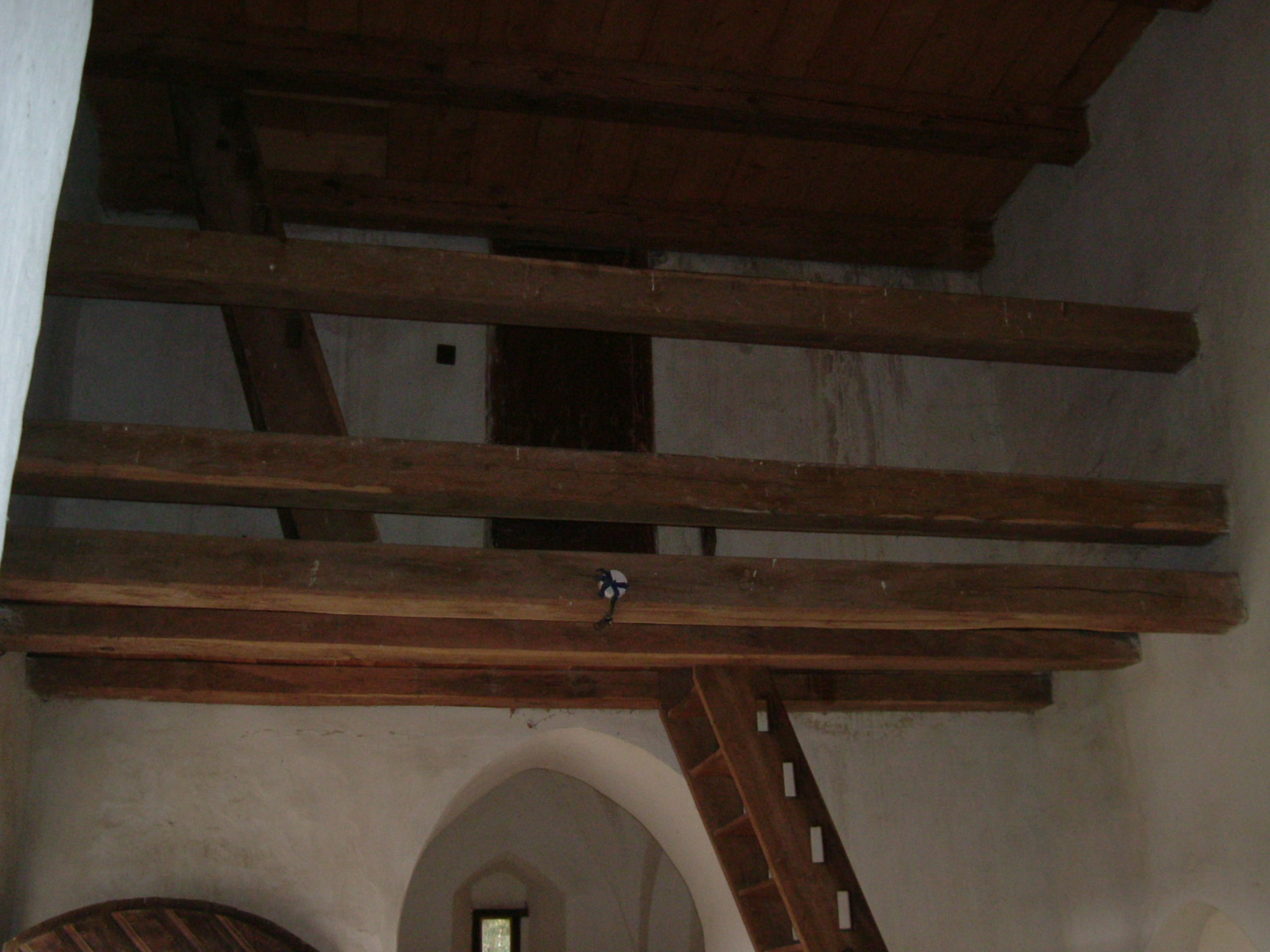
Escalera hacia la torre
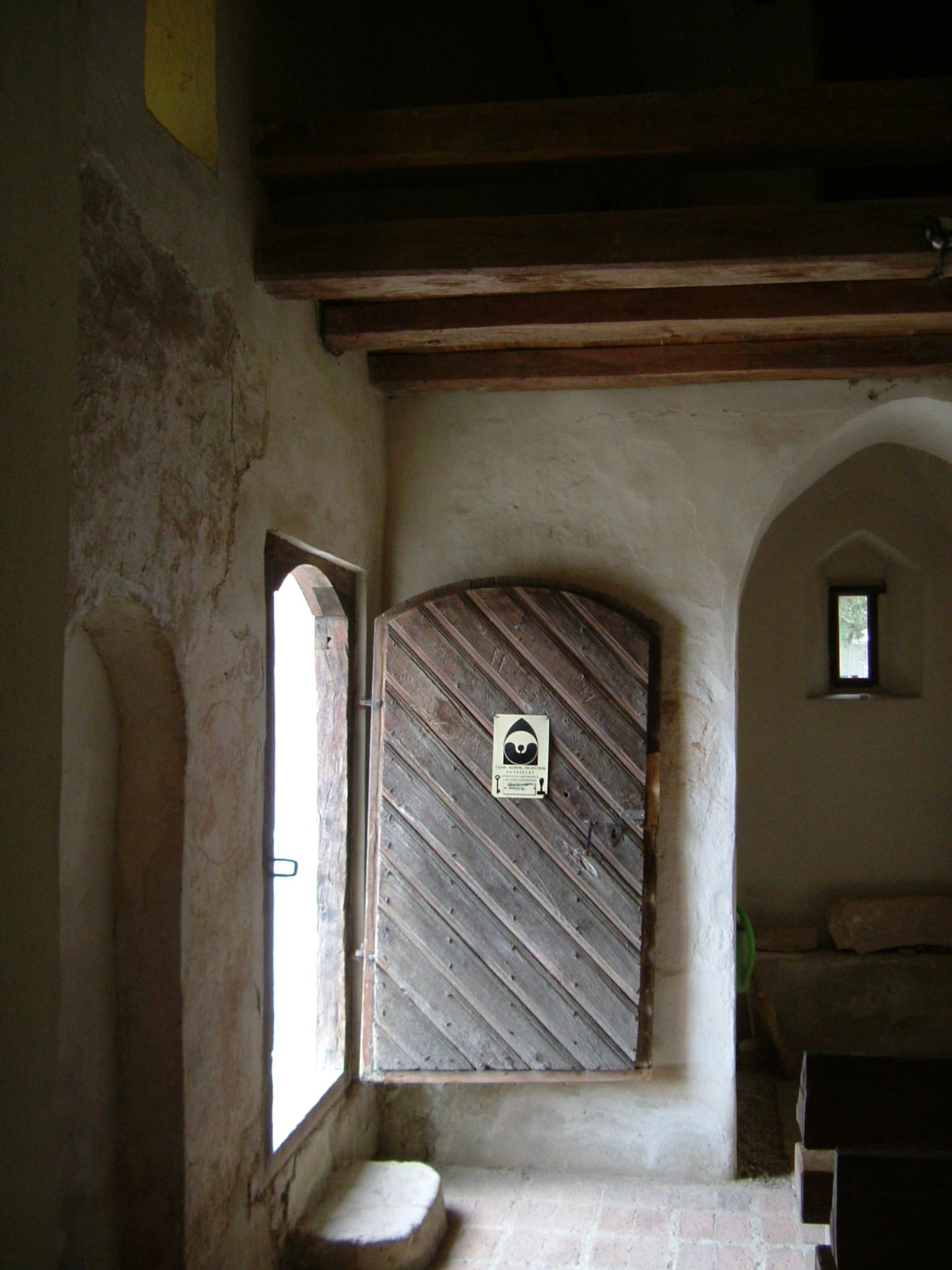
Entrada